# Carola Scarpa
Ana Carolina Rorato de Oliveira, conhecida por Carola Scarpa (São Paulo, 24 de agosto de 1971 — São Paulo, 25 de fevereiro de 2011) foi uma socialite e atriz brasileira.
Carola Scarpa foi casada com Chiquinho Scarpa e entre 2002 e 2003 participou dos programas Casa dos Artistas 2 e Casa dos Artistas 3, do SBT. Autointitulava-se atriz e cantora, e morreu em consequência de complicações derivadas de anorexia. Era sobrinha do executivo de televisão Boni, e da ex-governadora do Rio Grande do Sul, Yeda Crusius.

## Escândalos e notoriedade
Era filha do diretor de televisão Carlos Augusto Oliveira. Em 1989 trabalhou como coadjuvante na telenovela Cortina de Vidro, dirigida pelo pai no SBT. Mudou-se em seguida para os Estados Unidos e mais tarde para Israel com um segurança, com quem teve um filho. Em sua passagem pelos EUA teria mantido um relacionamento com o mafioso John Gotti Junior, embora ela confirmasse apenas tê-lo conhecido.
Carola ficou conhecida no Brasil quando se casou com o até então playboy Chiquinho Scarpa. O relacionamento durou nove meses e acabou em 1999, segundo ela, porque o marido era "gay"; as revelações foram feitas por Carola em programas de televisão de grande audiência, como o Programa do Ratinho.
A festa de casamento dos dois foi um evento que contou com ampla cobertura midiática e divulgação em dois telões, todo ele custeado por patrocinadores; desde a separação foi levantada a suspeita de que, além de "alpinista social", Carola também fosse garota de programa de luxo, boato que seria "confirmado" por haver aparecido, semioculta pela imagem fora de foco, em um programa televisivo sobre turismo sexual na cidade de Natal, em 2009.

## Causa da morte
Inicialmente atribuída à anorexia, sua morte foi atestada como decorrente da insuficiência múltipla de órgãos, diabete e insuficiência renal crônica.
Carola havia sido internada no Hospital Santa Paula, apresentando um quadro de parada cardíaca, no dia 23 de fevereiro de 2011. Chegou a ser ressuscitada, mas não se recuperou, vindo a falecer dois dias depois.

## Carreira

### Televisão
- 1989 - Cortina de Vidro ... Michele
- 2002 - Casa dos Artistas 2 ... Participante
- 2002 - Casa dos Artistas 3 ... Participante